# Equinox (televisieprogramma)
Equinox is een Deense thriller serie van Netflix en is gebaseerd op de Deense podcast Equinox 1985 gemaakt door Tea Lindeburg. De première van het enige seizoen van de serie was op 30 december 2020 met in de hoofdrol Danica Curcic als Astrid, die de verdwijning van haar zus, Ida, twintig jaar eerder onderzoekt.

## Synopsis
In 1999 wordt de negenjarige Astrid getraumatiseerd door het onverklaarbare verdwijnen van haar zus Ida en andere uit Ida's klas, die op de dag van vermissing met haar klas hun afstuderen vierde. Door de verdwijning en de traumatische gevolgen lijdt Astrid aan nachtmerries en verschrikkelijk visioenen die net echt lijken. Eenentwintig later belt één van de mensen die bij de verdwijning Astrid onverwachts op tijdens haar radioshow waardoor ze begint te onderzoeken wat er daadwerkelijk is gebeurd op de dag van hun verdwijning. Wanneer ze begint met het onderzoeken van de gebeurtenissen die tot de verdwijning lijden van haar zus ontdekt ze een duistere en verontrustende waarheid die zich tot haar betrekken op manieren die zijzelf nooit had kunnen voorstellen.

## Personages
| Acteur                 | Personage     |
| ---------------------- | ------------- |
| Danica Curcic          | Astrid        |
| Viola Martinsen        | Astrid (kind) |
| Hanne Hedelun          | Lene          |
| Lars Brygmann          | Dennis        |
| Karoline Hamm          | Ida           |
| Fanny Bornedal         | Amelia        |
| August Carter          | Jakob         |
| Ask Truelsen           | Falke         |
| Alexandre Willaume     | Henrik        |
| Peder Holm Johansen    | Torben        |
| Rasmus Hammerich       | Mathias       |
| Zaki Nobel Mehabil     | David         |
| Tina Gylling Mortensen | Doris         |
| Susanne Storm          | Isobel        |

## Afleveringen
| Afl. | Titel                                    | Regie           | Schrijver                         | Uitzenddatum     |
| ---- | ---------------------------------------- | --------------- | --------------------------------- | ---------------- |
| 1    | "It's Going to Happen Again"             | Søren Balle     | Tea Lindeburg                     | 30 december 2020 |
| 2    | "The Girl Is Gone"                       | Søren Balle     | Tea Lindeburg & Bo Mikkelsen      | 30 december 2020 |
| 3    | "What Is It You See When You're Asleep?" | Søren Balle     | Tea Lindeburg & Mie Skjoldemose   | 30 december 2020 |
| 4    | "Everything in Its Place"                | Søren Balle     | Tea Lindeburg & Andreas Garfield  | 30 december 2020 |
| 5    | "I Hear Voices"                          | Mads Matthiesen | Tea Lindeburg & Jacob Katz Hansen | 30 december 2020 |
| 6    | "The Blood Runs in the Veins"            | Mads Matthiesen | Tea Lindeburg & Andreas Garfield  | 30 december 2020 |